# Ànguelos Kharisteas
Ànguelos Kharisteas (grec: Άγγελος Χαριστέας), nascut el 9 de febrer de 1980, a Strimonikó, prefectura de Serres, és un davanter de futbol grec. Va formar part de la selecció de futbol de Grècia fins al 2011. El seu punt més reeixit de la seva carrera, va ser a l'Eurocopa 2004, on Grècia es va coronar campiona d'Europa per primera vegada a la seva història. Kharisteas va marcar, entre d'altres, el gol de la Final contra Portugal, (0-1) vencent de nou als amfitrions.